# Pegylis gracilis
Pegylis gracilis är en skalbaggsart som beskrevs av Louis Burgeon 1946. Pegylis gracilis ingår i släktet Pegylis och familjen Melolonthidae. Inga underarter finns listade i Catalogue of Life.